# أبو الوفا المراغي
أبو الوفا المراغي هو أبو الوفا بن مصطفي بن محمد بن محمد بن عبد المنعم الحنفي المراغي الجرجاوي شقيق الإمام محمد مصطفى المراغي.
ولد في المراغة محافظة سوهاج سنة 1905م وبها بداء تعليمة، والتحق بالأزهر الشريف فأتم دراسته الابتدائية سنة 1922م وتقدم للثانوية الأزهرية من الخارج فحصل علية سنة 1927م والتحق بالقسم العالي بالأزهر الشريف فحصل على العالمية سنة 1930م ثم حصل علي تخصص البلاغة والأدب سنة 1933م وعين كاتبا قضائيا في محكمة سوهاج ودرس في معاهد الأزهرية. وعين مديرًا لمكتبة الجامع الأزهر عام 1946م وقام بهذة المهمة لمدة سبعة وعشرين سنة وعين أمينًا مساعد في مجمع البحوث الإسلامية سنة 1969م

## مؤلفاته
1. فهرست مكتبة الأزهر في ثماني مجلدات
2. المعجم الاصغر في تراجم علماء الجامع الأزهر
3. البلاغة نشأتها وتطورها
4. لباب البحث شرح كتاب البعث أبو بكر بن أبي داود
5. اللباب في شرح كتاب الشهاب للقضاعي
6. من رياض السيرة النبوية
7. السلوك الخلقي الاجتماعي في الإسلام
8. مبادئ الإسلام في تنظيم الأسرة
9. رمضان والأعياد
10. الشيخ المراغي بأقلام الكتاب

## تحقيقاته
1. أعلام الساجد في احكام المساجد للامام الزركشي
2. السماع للإمام ابن طاهر القيسراني.[1]

## الوفاة
توفي الشيخ أبو الوفا بن مصطفي المراغي الحنفي في 21 مايو سنة 1981م بالقاهرة ودفن في مقابر اسرتة بالسيدة نفيسة.